# Carlos Ruiz (Fußballspieler)
Carlos Humberto Ruiz Gutiérrez (* 15. September 1979 in Guatemala-Stadt) ist ein ehemaliger guatemaltekischer Fußballspieler. Er ist sowohl Rekordnationalspieler als auch Rekordtorschütze seines Landes und hat in WM-Qualifikationsspielen die meisten Tore erzielt.

## Karriere

### Verein
Ruíz, der auch El Pescadito (der kleine Fisch) genannt wird, begann seine Spielerkarriere bei CSD Municipal, dem erfolgreichsten Fußballverein Guatemalas. Ein halbes Jahr stürmte er bei PAS Ioannina in der ersten griechischen Liga, ehe er im Januar 2000 zu Los Angeles Galaxy in die Major League Soccer (MLS) nach Kalifornien wechselte. Dem Stürmer Ruiz gelangen in seiner Debüt-Saison 2002 24 Tore, damit war er Torschützenkönig und gewann damit den sogenannten Golden Boot Award der Soccerliga. Er führte mit seinen Toren seinen Verein Galaxy zum Gewinn des MLS Cups 2002. Er wurde ausgezeichnet mit dem MLS Most Valuable Player Award (wertvollster Spieler der Saison). In seiner zweiten Saison wurde Carlos Ruíz mit 15 Toren erneut Torschützenkönig.
Anschließend wechselte er von Los Angeles zum F.C. Dallas. In der Saison 2004 schoss er elf Treffer in der Major League Soccer.
Anfang 2008 kehrte er zu Los Angeles Galaxy zurück, wurde aber noch während der Saison an Toronto FC abgegeben. Nach der Saison 2008 lösten diese aber den Vertrag mit ihm auf, um Platz im Gehaltsgefüge zu machen.
Von Januar bis Juni 2009 stand er bei Club Olimpia aus Paraguay unter Vertrag, wechselte dann nach Mexiko zum Puebla FC. Im Juli 2010 wechselte Ruiz wieder nach Europa. Und auch wieder zu einem griechischen Verein. Dieses Mal jedoch zu Aris Thessaloniki. Mit dem Klub aus Makedonien kam er auch in den Play-offs der UEFA Europa League zum Einsatz. Im Hinspiel gegen Austria Wien machte Ruiz in buchstäblich letzter Sekunde das 1:0. Auch im Rückspiel in Wien machte Carlos Ruiz das 1:0. Das Spiel endete mit 1:1. Letztendlich kam Aris durch seine Tore in die Gruppenphase. In der Gruppenphase kam Ruiz zu sechs Einsätzen. Im ersten Spiel, beim sensationellen 1:0-Sieg gegen Titelverteidiger Atlético Madrid, sah Ruiz in der 73. Minute die Gelbe Karte. Im zweiten Spiel, bei der 1:2-Niederlage gegen Rosenborg Trondheim, traf Ruiz zum zwischenzeitlichen Ausgleich. Aris setzte sich letztendlich in der Gruppe als Zweiter hinter dem deutschen Spitzenklub Bayer 04 Leverkusen und vor Atletico Madrid durch. In der Liga kam Ruiz zu 16 Einsätzen, wo ihm ein Treffer gelang. Dieser gelang ihm am 4. Januar 2010, als er am 16. Spieltag der griechischen Liga, gegen AO Kavala nach drei Minuten den 1:0-Siegtreffer erzielte. In der Winterpause der Saison 2010/11 verließ er jedoch Griechenland wieder und ging nach Nordamerika zurück und spielte das Jahr 2011 bei Philadelphia Union. Es folgte ein erneutes Gastspiel in Mexiko bei CD Veracruz, bevor er 2013 wieder in die amerikanische MLS zurückkehrte und bei D.C. United unterschrieb.

### Nationalmannschaft
Nachdem er alle Juniorennationalmannschaften von Guatemala durchlaufen hatte, spielt er für die guatemaltekische Fußballnationalmannschaft und nahm an der Qualifikation zur Fußball-Weltmeisterschaft 2006 mit dem Team teil und spielte auch beim CONCACAF Gold Cup 2005. Guatemala schied zwar in der Vorrunde aus, jedoch schoss Ruíz alle drei Tore seiner Mannschaft. Seit dem 14. Juni 2008 ist er alleiniger Rekordtorschütze seines Landes, als er im WM-Qualifikationsspiel gegen St. Lucia vier Tore schoss und damit den von seinem Vorgänger Juan Carlos Plata gehaltenen Rekord von 35 auf 39 Tore steigerte. Am 15. August 2012 bestritt er sein 100. Länderspiel und erzielte dabei sein 50. Länderspieltor. Am 14. August 2014 löste er zudem mit seinem 105. Länderspiel Gustavo Adolfo Cabrera als guatemaltekischen Rekordnationalspieler ab. Bis zum 6. September 2016 steigerte er die Rekorde auf 133 Länderspiele und 68 Tore, davon 39 in WM-Qualifikationsspielen, womit er am 6. September auch den bisherigen Rekordhalter, den Iraner Ali Daei ablöste. Da Guatemala als Dritter der Qualifikationsgruppe die fünfte Runde verpasste, konnte er den Rekord nicht weiter ausbauen. Am 16. September 2016 gab er sein Karriereende bekannt.